# Chan Choy Siong
Chan Choy Siong (en chinois : 陳翠嫦 ; en pinyin : Chén Cuìcháng), née en 1931 à Singapour, morte le 11 février 1981 à Singapour, est une femme politique singapourienne, députée et militante pour les droits des femmes.
Féministe, elle a pour projets politiques l'égalité des droits pour les femmes avec l'égalité salariale et la fin de la polygamie. Elle crée la Ligue féminine au sein de son parti.
Pionnière en politique, elle l'une des premières femmes élues en 1959 au Parlement de Singapour, et elle est réélue jusqu'en 1970.
Elle est choisie par le Singapore Council of Women's Organisations pour figurer sur son Mur de la renommée en 2005.
Elle est ensuite intronisée au Temple de la renommée des femmes de Singapour, à son ouverture en 2014.

## Biographie

### Jeunesse et formation
Chan Choy Siong, née en 1931, est élevée dans quartier chinois de Singapour. Elle fréquente le lycée pour filles de Nanyang, mais elle ne peut pas terminer ses études en raison de contraintes financières. Son père la soutient cependant dans ses études.

### Politique, projets féministes, députée
Elle entre en politique à l'âge de 20 ans, et rejoint le Parti d'action populaire (PAP). Son projet politique est d'obtenir l'égalité des droits pour les femmes à Singapour, y compris l'égalité salariale et la fin de la polygamie légale.
Chan Choy Siong crée en 1956, avec Ho Puay Choo et Oh Siew Chen, la Ligue des femmes au sein du Parti d'action populaire. Elle est ensuite cooptée pour faire partie du Comité exécutif central (CEC) du parti en 1957. La même année, elle est également élue conseillère municipale.
Chan Choy Siong et sept autres femmes sont élues députées à l'Assemblée législative en 1959. Chan Choy Siong est députée à l'Assemblée puis députée au Parlement de Singapour (qui prend la suite de l'Assemblée législative) de 1959 à 1970. Elle est une des quelques premières femmes actives dans la politique de Singapour.
Elle fait pression pour l'adoption d'une Charte des femmes et d'une proposition de loi pour la monogamie. Elle crée en 1961 et dirige le Bureau des affaires féminines du PAP. La Charte des femmes que Chan Choy Siong avait réclamée est adoptée la même année.
Elle décide en 1970 de se retirer de la politique.

### Vie privée; mort
Chan est l'épouse d'Ong Pang Boon, un membre éminent de la première génération du Parti d'action populaire (PAP) et futur ministre de l'Environnement. Ils ont trois enfants.
Chan Choy Siong meurt le 11 février 1981 dans un accident de voiture.

## Postérité
En 2005, Chan Choy Siong est honorée par le Conseil des organisations de femmes de Singapour (SCWO) pour être ajoutée au Mur de la renommée.
Elle est intronisée en 2014 au Temple de la renommée des femmes de Singapour.